# Montescudaio (vino)
Il Montescudaio è una DOC riservata ad alcuni vini la cui produzione è consentita nella provincia di Pisa.